# Dijkgatbos
Het Dijkgatbos is een gemengd bos dat gelegen is ten noordoosten van het dorp Wieringerwerf in de polder de Wieringermeer van de gemeente Hollands Kroon. De oppervlakte bedraagt 1,4 km2. Op sommige topografiekaarten komt ook wel de spelling Dijkgatsbos(ch) of Sluitgatbos(ch) voor. Beheer ligt bij Staatsbosbeheer (SBB), dat ook eigenaar is.

## Ontstaan
Het bos is ontstaan na een dijkdoorbraak in 1945. Bij een wraakactie van de Duitsers, die de oorlog aan het verliezen waren, werden op 17 april 1945 twee gaten in de toen 16 jaar oude dijk van de Wieringermeer geblazen. Het op twee plaatsen instromende water veroorzaakte twee kolkgaten, de huidige twee wielen, van aanvankelijk 20 en 26 meter diep. In twee dagen stroomde de polder vol. Een gierkelder, afkomstig van de boerderij waarvan het fundament in het zuidelijke wiel nog zichtbaar is, spoelde 400 meter in zuidwestelijke richting weg. Aan de oostelijke rand van het bos ligt deze daar, aan een ruiterpad, nog altijd.
Na de oorlog kreeg het herstel van de polder een hoge prioriteit. Reeds op 5 augustus 1945 was de dijk waterinwaarts weer gesloten. Restanten van het oude dijklichaam bevinden zich nog immer tussen de twee wielen in. Op 9 augustus werd met het malen gestart. Gemaal Lely en gemaal Leemans werden bijgestaan door zes noodpompen, waardoor de polder op 11 december 1945 weer droogviel. De materiële schade was enorm; het grootste deel van de boerderijen en gebouwen moest later worden herbouwd.
Het bos werd aangeplant op het zand dat na de dijkdoorbraak was blijven liggen nadat eerder al het grotere Robbenoordbos was aangelegd. Bij de aanleg van het bos werden onder andere zwarthandelaars ingezet. Het Robbenoord- en het Dijkgatbos liggen tegenwoordig bijna aan elkaar, slechts een aantal weilanden scheiden de twee bossen. In de herfst van 2007 is de provincie Noord-Holland begonnen met de samenvoeging. Tussen beide bossen ontstaat een nat gebied, de Dijkgatsweide, waar een fietspad doorheen loopt.

## Topografie
Het bos wordt aan de noordzijde begrensd door de Dijkgatsweide, aan de oostzijde door de Noorderdijkweg, in het zuiden door de Oom Keesweg en in het westen door de Hoge Kwelsloot. Deze laatste loopt in noordwestelijke richting naar het Robbenoordbos en sluit daar met een duiker op de Hoge Kwelvaart aan.
Doorlopende irrigatieslootjes over de breedte van het bos verdelen het in lengterichting in zeven percelen van 250 meter. Ieder perceel wordt over de breedte ergens nogmaals gedeeld door een niet doorlopend irrigatieslootje.
Op 52.886967°NB 5.071064°OL staat de van 52.88962°NB 5.07474°OL weggespoelde gierkelder.

## Bodemgesteldheid
De complexe bodemsamenstelling van het bos bestaat deels uit kalkloze poldervaaggronden waarvan een lager deel op geringe diepte reeds vrij slap en niet geheel gerijpt is. Dit zijn nesvaaggronden die zowel in zavel als in klei voorkomen. Dikwijls wordt een kalkloze, zware kleilaag of een zandlaag in de ondergrond aangetroffen. In het Dijkgatbos kan deze zandlaag voor een deel het gevolg zijn van de inundatie, waarbij veel zand uit de wielen is opgewoeld en over de achterliggende gronden verspreid. Door diepploegen is dit zand in de ondergrond terechtgekomen.
Een geringe oppervlakte wordt ingenomen door kalkrijke drechtvaaggronden. Op verschillende plaatsen wordt op enige diepte katteklei of veen in de ondergrond aangetroffen.
De waterkringloop bestaat voornamelijk uit brakke en zoete kwel. Het Dijkgatbos is geheel diepgeploegd waardoor veel zand, afkomstig van de inundatie, in de ondergrond is weggewerkt.

## Flora en fauna
Het bosgebied maakt deel uit van de ecologische hoofdstructuur van Nederland, een netwerk van belangrijke natuurgebieden in Nederland dat in de Wieringermeerpolder met name door het noordelijke deel loopt.
In het gebied leven onder meer reeën, vossen en hazen. Bij een inventarisatie in oktober 2010 zijn daarnaast de bosspitsmuis, de veldmuis, de dwergmuis en wezels waargenomen. Ten gerieve van de aanwezige vleermuispopulatie zoals de dwergvleermuis en meervleermuis zijn in februari 2010 verpreid door het bos veertig platte vleermuiskasten opgehangen.
In het het Dijkgatbos broeden onder andere de houtsnip, holeduif, bosuil, nachtegaal, zanglijster, grote lijster, spotvogel, grauwe vliegenvanger, zwarte mees, staartmees, wielewaal, barmsijs en de appelvink. Van de roofvogels komen de havik, sperwer, buizerd en bruine kiekendief er voor. In totaal broeden in gebied vijftien soorten die voorkomen op de rode lijst.
Ongeveer driekwart van het bos bestaat uit loofbomen als beuken, eiken, elzen, esdoorns, essen, populieren en wilgen. Verder zijn er enkele percelen met naaldbomen. Volgens zeggen zouden enkele van de grootste bomen, voornamelijk schietwilgen, de inundatie hebben overleefd en dus ouder zijn dan het aangeplante bos.

## Recreatie en sport
Bij de centraal gelegen parkeerplaats westelijk van de wielen ligt een dagrecreatieterrein. Op de Snippenwei is het groepskampeerterrein van SBB gevestigd. In samenwerking met Stichting Vakantiespelen is daar een dagverblijf opgetrokken. Stichting Vakantiespelen nam daartoe, door de Rotaryclub Medemblik-Koggenland ondersteund, het oorspronkelijke initiatief. Het dagverblijf, inclusief douche- en toiletgroep, werd opgeleverd in 2003, 10 jaar nadat de kampeerboerderij (0,5 km ten zuidoosten van de Snippenwei) door SBB werd afgestoten.
Vanaf de parkeerplaats is een 6 km lange gemarkeerde rondwandeling uitgezet. Een fietspad loopt vanaf de Oom Keesweg, het zuidelijke deel van het bos, naar het noordelijke deel waar het oostelijk afbuigt en op de Noorderdijkweg aansluit. Vanaf de uiterste noordwesthoek heeft de smalle oude asfaltweg verbinding met het nieuwe fietspad door de Dijkgatsweide richting het Robbenoordbos. De asfaltweg door het bos, die nu voor autoverkeer afgesloten is, had in het verleden de functie om de recreant met auto toegang tot het bos te geven. Aan deze smalle weg zijn vier picknickplaatsen gelegen.
Een gemarkeerd ruiterpad loopt vanaf de parkeerplaats door het bos en is vier kilometer lang. Er zijn onderweg enkele military-hindernissen waar ook langsheen gereden kan worden. De hindernissen, waaronder een waterbak, gelegen aan de westelijke bosrand van het dagrecreatieterrein, zijn vanaf de jaren 70 door de Wieringermeerruiters aangelegd.
Op 21 februari 2004 opende drievoudig olympisch kampioene Leontien van Moorsel een 8,4 km lange ATB-route. Deze kwam door samenwerking van de lokale ATB-vereniging en Staatsbosbeheer tot stand. Door de kleinschaligheid van het Dijkgatbos heeft het parcours een sterk technisch karakter (snelheidsbeperkend) en kan voornamelijk singletrack worden gereden. De ATB-route start vanaf het centraal gelegen parkeerterrein. In 2020 is het parcours uitgebreid met een 6 km lange singletrack langs de Ooster- en Noorderkwelweg, genaamd het Hendrikspad. Dit pad loopt langs het kanaal en is een vrij technisch stuk singletrack, welke echter voor iedere mtb'er te befietsen is. In 2022 is het parcours weer uitgebreid, nu op de bult 'het Wierholt' waardoor er nu een prachtige route is ontstaan van ca. 19 km, welke dus start op het parkeerterrein van Dijkgatbos met een verbindingsroute over het betonpad en de Sluitgatweg. 

## Georganiseerde gebruikers

### Koninklijk Instituut voor de Marine
Het Koninklijk Instituut voor de Marine (KIM) maakt, naast het Robbenoordbos, ook met regelmaat van het Dijkgatbos gebruik bij bijvoorbeeld communicatie-oefeningen. Wapens en munitie worden bij dergelijke oefeningen in beide bossen niet gebruikt.

### Stichting Samengestelde Wedstrijd Dijkgatbos
Stichting SGW Dijkgatbos organiseert in het bos jaarlijks een paardencross welke het weekeinde daarvoor door een oefencross wordt voorafgegaan. Van oorsprong werd deze cross jaarlijks in oktober door de Wieringermeerruiters georganiseerd en is op den duur door Stichting SGW Dijkgatbos van hen overgenomen. Omwille van de soms te natte bodemgedeelten is de cross in de jaren 90 naar het 3e weekend van augustus verplaatst. De Wierngermeerruiters leveren nog altijd een belangrijke bijdrage aan de organisatie van deze cross. Het lokale evenement is inmiddels tot een regionale gebeurtenis uitgegroeid.

### DijkgatbosCross
Iedere tweede zondag in november organiseert atletiekvereniging Wieringermeer de Dijkgatboscross. Deze Cross werd in 2009 voor de vijfentwintigste keer gehouden. De regenachtige periode voor de cross zorgt ervoor dat het parcours behoorlijk drassig is. Bij deze cross wordt gebruikgemaakt van de hindernissen van het paardenparcours. De Dijkgatboscross is een onderdeel van het Crosscircuit, dat vanaf eind eind oktober tot half december in de kop van Noord-Holland gehouden wordt. De regionale atletiektop is bij deze wedstrijden aanwezig.

### Stichting Vakantiespelen
Elk jaar, in vier zomervakantieweken, worden in het bos de Vakantiespelen gehouden. Het bos wordt daarvoor dan door zo'n 1200 kinderen bezocht. Als 'basis' voor het kamp wordt de centraal gelegen Snippenwei gebruikt. Verdeeld over verschillende kleurgroepen krijgen gemiddeld tien groepen kinderen een eigen plek in het bos toebedeeld waarop en vanwaaruit activiteiten worden ondernomen. Het centrale parkeerterrein dient tijdens de vier weken als busstation voor gemiddeld zes touringcars waarmee de kinderen 's ochtends naar het bos en 's middags naar huis worden gebracht.

#### Bosweekend
Stammend vanuit de tijd dat SBB de kampeerboerderij aan Stichting Vakantiespelen verhuurde, wordt jaarlijks nog een bosweekend georganiseerd. Voorheen hielpen ongeveer twintig vrijwilligers van de stichting SBB met het verwijderen van takken en stronken uit de sloten, het trekken van prunussen ('bospest') en het schilderen van de speeltoestellen op de picknickplekken. Tegenwoordig gaan in februari/maart de vrijwilligers met vuilniszakken en papierprikkers een weekend het bos door om vooral zwerfafval op te ruimen.

## Trivia
- Op 1 juli 1971 zijn voor het VPRO-televisieprogramma Campus hier opnames gemaakt van de groepen Slade en Brainbox. Deze opnames zijn bewaard gebleven in het muziekarchief van Beeld en Geluid.
- Bij de afweging van de Wieringermeer als potentiële vestigingsplaats voor een kerncentrale in januari 1985 werden het Robbenoordbos en het Dijkgatbos als bepalende factoren meegewogen.
- Van 8 tot en met 12 november 2010 is er, met 130 militairen in o.a. de Wieringermeer, door defensie een oefening gehouden waarbij onder meer werd overnacht in het Dijkgatbos.